# Rhopalocidaris
Genre
Rhopalocidaris est un genre d'oursins de la famille des Cidaridae.

## Liste des espèces
Selon World Register of Marine Species (10 septembre 2020) :
- Rhopalocidaris gracilis (Döderlein, 1885) -- Japon
- Rhopalocidaris hirsutispina (de Meijere, 1904) -- Indo-pacifique
- Rhopalocidaris rosea Mortensen, 1928 -- Japon